# 古村比呂
古村 比呂（こむら ひろ、1965年〈昭和40年〉11月24日 - ）は、日本の女優。
北海道江別市大麻出身（出生地は網走郡美幌町）。

## 来歴・人物
江別市立大麻中学校、北海道札幌啓成高等学校卒業。司会者のヒロ福地とは、中高ともに同級生である。また、 シンガーソングライターの佐木伸誘も札幌啓成高等学校時代の同級生。更に俳優の大泉洋の兄大泉潤や、メンタルYouTuber樺沢紫苑とも同級生だが、交流はない。
高校卒業後、養護教諭の資格が取れる地元の短期大学に進学するが、最初の授業が行われた日に、そのまま養護教諭になるのが怖くなり、休学。洋服店や宝石店などでのアルバイトや、地下鉄のポスターのモデルをする。
1984年には、オーディションに合格し、北海道テレビの『派手〜ずナイト』にアシスタントとして出演。同番組で共演していた景山民夫にスカウトされ、1985年に上京。同年のクラリオンガール準グランプリに選ばれた後、東映映画『童貞物語』のヒロインオーディションで優勝し、当該映画で正式デビュー。
1987年上半期に放送されたNHKの連続テレビ小説『チョッちゃん』のヒロインを務め、一躍人気女優となった。
1992年、ドラマで共演した俳優の布施博と結婚。同年に長男、1993年に次男、1997年に三男と、3人の息子をもうける。
その後もドラマやNHK教育テレビ「母と子のテレビタイム（日曜版）」などにも出演。2006年7月、約7年ぶりに舞台出演。
2008年12月、家庭裁判所に離婚調停を申請。2009年4月、古村の主張が認められ、布施博との離婚が成立した。なお3人の息子の親権は古村が持つことになった。3人の息子は芸能活動をしていないが、徹子の部屋で母の古村と共演したことがある。

### 闘病
2012年1月に受けた検診の結果、子宮頸がんが発見される。2012年2月2日、子宮頸部の一部を切除する手術を受けたが、がんが周囲の組織に広がっていることがわかり、3月13日に子宮の全摘出手術を受ける。2013年2月、著書『がんを身籠って』（主婦と生活社）を刊行。同年5月、左足にリンパ浮腫を発症し、くるぶしも見えないほど腫れ上がるなどの症状に苦しんだ。
2016年、リンパ管静脈吻合術（LVA）を受ける。2017年3月、子宮頸がんの再発が判明。抗がん剤・放射線治療を受け、7月には腫瘍マーカーが正常値となり回復を見せたが、11月にがんの肺とリンパ節への転移がわかり、2018年1月から抗がん剤治療を始めた。8月5日に出演予定だった舞台『この子たちの夏 1945・ヒロシマ ナガサキ』を病気治療延期のため降板。2019年2月4日、経過良好のため抗がん剤治療を休止したことを明かした。抗がん剤の影響により、歯にダメージがきたこともあるという。2023年1月21日、新たに腹部傍大動脈リンパ節にがんが見つかったことを公表。

## 出演

### テレビドラマ
- Half moon（1986年、テレビ朝日）
- 女ふたり捜査官 第14話（1986年、朝日放送）
- NHK連続テレビ小説「チョッちゃん」（1987年4月 - 10月、NHK総合） - 主演・北山（岩崎）蝶子 役
- NHK大河ドラマ「武田信玄」（1988年、NHK総合） - 嶺松院 役
- あぶない雑居カップル（1988年、テレビ朝日）
- 大岡越前 第10部 第24話「強請られた娘の秘密」（1988年8月15日、TBS / C.A.L） - おぶん
- 花王名人劇場（関西テレビ）
  - 「ザ トラベルマン2」（1988年3月22日）
  - 裸の大将 第33話「清の三泊四日五島の旅」（1989年6月4日） - さち代
- 東芝日曜劇場（TBS）
  - 第1634回「きらめく季節の中で」（1988年5月1日、北海道放送）
  - 第1673回「カラス泣いたか笑ったか」（1989年2月12日、北海道放送）
- あそびにおいでョ!（1988年、フジテレビ） - 宮ノ下弥生 役
- ご存知!旗本退屈男 I - VIII（1988年 - 1993年、テレビ朝日） - 菊路 役
- 変装 自分の未来を旅した女（1988年9月26日、フジテレビ）
- 妻をめとらば（テレビ東京、1989年）
- 火曜サスペンス劇場（日本テレビ）
  - 「六月の花嫁1 殺人ダイアリー」（1989年6月6日）
  - 「愛と殺意の川 なぜ父親は殺されたのか」（1990年9月30日）
- 乱歩賞作家サスペンス「凶悪のマース」（1989年6月19日、関西テレビ）
- 冬陽の道（1989年7月1日、NHK総合）
- 月曜・女のサスペンス（テレビ東京）
  - 「原島弁護士の愛と悲しみ」（1989年7月31日）
  - 「北九州・洞海湾に立つ女」（1991年7月22日）
  - 「狙われた魔性の黒髪」（1991年10月14日）
- 黄昏の赫いきらめき（1989年9月15日、NHK総合）
- 土曜ワイド劇場（テレビ朝日）
  - 「ノサップ岬の女 北の港町殺人事件!」（1989年10月7日）
  - 終着駅シリーズ「信濃大町発7時53分あずさ8号殺意のめぐり逢い」（1992年2月10日）
  - ヤメ検の女「権力に屈しない! 父を殺され心閉じた少女を救え!」（2009年11月14日、朝日放送） - 手塚香 役
  - 広域警察（2010年5月8日） - 水島瑠璃子 役
  - 火災調査官・紅蓮次郎（2012年11月10日） - 須藤みゆき 役
  - 終着駅の牛尾刑事VS事件記者・冴子「生存者」（2016年1月9日） - 川岸京子 役
  - 逆転報道の女「情熱キャスターVS氷の女と呼ばれたスゴ腕刑事!」（2016年5月14日、朝日放送） - 青木美奈子 役
  - 鉄道捜査官「富士河口湖・同窓会ツアー連続殺人!」（2016年10月8日） - 立木由美 役
  - 検事・朝日奈耀子「死を呼ぶレジ係コンテスト!!優勝候補が審査員を殺害!?」（2016年11月12日） - 高丸沙織 役
- 木曜ゴールデンドラマ「花嫁の母」（1989年10月19日、読売テレビ）
- 火曜スーパーワイド「東京下町純情ドラマ ああ夫婦」（1989年10月24日、日本テレビ）
- 水曜グランドロマン「男の事情シリーズ3 レモンのキッス」（1989年12月20日、日本テレビ）
- 時代劇スペシャル「燃えよ剣」第2部（1990年1月6日、テレビ東京）
- 月曜ドラマスペシャル（TBS）
  - 「京の旅 鴨川べり女の宿 - 紅葉に染まり、君恋しくて」（1990年1月29日）
  - 「松本清張作家活動40周年記念 西郷札」（1991年4月8日） - 田中真知子 役
  - 「塀の中のプレイ・ボール」（1991年4月22日）
  - 「終戦記念特別企画 星の流れに」（1991年8月12日）
  - 「汗と涙のOL図鑑!ミガきぬかれた女たち」（1992年1月27日）
- ドラマスペシャル「時の祭り」（1990年3月25日、中部日本放送）
- はやぶさ新八御用帳 大奥の恋人（1990年4月1日、日本テレビ） - お鯉 役
- マミーの顔がぼくは好きだ （1990年8月6日、NHK総合）
- ドラマチック22「パパイラズ 俺たちはこの子のママじゃない!」（1990年8月11日、TBS）
- 男と女のミステリー「背信の仮面」（1990年9月7日、フジテレビ）
- あなたの知らない世界「献身」（1990年12月22日、日本テレビ） - 小田雅子 役
- 時代劇スペシャル「艶姿! 照姫七変化」（1991年1月9日、フジテレビ）
- 現代推理サスペンス「乗り合わせた客」（1991年3月4日、関西テレビ）
- 吸血木（1991年4月10日、関西テレビ）
- ルージュの伝言 VOL.4「Love Wars」（1991年4月24日、TBS）
- 世にも奇妙な物語 第2シリーズ「ビデオドラッグ」（1991年9月19日、フジテレビ） - 鳴海奈津子 役
- 金曜ドラマシアター「迎春スペシャル 春が来るまでに」（1992年1月17日、フジテレビ）
- 花王ファミリースペシャル「千代の富士物語　青春編・前編」（1992年2月2日、関西テレビ）
- 古賀政男物語（1992年3月3日、テレビ大阪）
- ドラマ愛の詩 ズッコケ三人組（1999年4月、NHK教育） - 山中美代子 役
  - ズッコケ三人組2（1999年10月）
  - ズッコケ三人組3（2001年4月）
- ケータイ捜査官7 第14話（2008年、テレビ東京） - ケイコの母 役
- 月曜ゴールデン（TBS）
  - 山村美紗十三回忌特別企画「狩谷警部シリーズ6 燃えた花嫁」（2009年2月2日）
  - 無敵のおばさん小早川千冬・正義の事件簿（2010年6月28日） - 月島佐代子 役
  - 「血痕 警科研・湯川愛子の鑑定ファイル4」（2013年6月17日） - 森島静江 役
  - 「おふくろ先生の診療日記6」（2013年11月4日、毎日放送） - 坂本鮎子 役
  - 「捜査指揮官 水城さや2」（2014年1月6日） - 井村奈津美 役
- Q.E.D. 証明終了 第7回（2009年、NHK総合） - 南武沙織 役
- 怨み屋本舗REBOOT（2009年、テレビ東京） 第1、2話「教室の悪魔」 - 戸蓑弥生役
- ブカツ道「しあわせの味」（2010年4月、WOWOW）
- おみやさん 第7シリーズ 第2話（2010年4月22日、テレビ朝日） - 高山かおる 役
- ホンボシ〜心理特捜事件簿〜 第4話（2011年2月10日、テレビ朝日） - 並木千春 役
- 新・警視庁捜査一課9係 season3 第4話（2011年7月27日、テレビ朝日） - 日高ユリ子 役
  - 警視庁捜査一課9係 season10 最終話（テレビ朝日、2015年7月1日） - 岡部千春 役
- 北海道発スペシャルドラマ「大地のファンファーレ」（2012年2月17日・24日、NHK北海道） - 吉野厚子 役
- レジデント〜5人の研修医 第3話（2012年11月1日、TBS） - 河野真弓 役
- 相棒 Season 11 第18話「BIRTHDAY」（2013年3月13日、テレビ朝日） - 鷲尾美鈴 役
- 配達されたい私たち 最終話（2013年6月9日、WOWOW）
- 水曜ミステリー9（テレビ東京）
  - 不倫調査員・片山由美「京都・くちなしの花殺人疑惑」（2013年7月3日） - 城森静香 役
  - ソタイ 組織犯罪対策課2（2016年4月13日） - 岡本和美 役
- ドラマスペシャル「ママが生きた証」（2014年7月5日、テレビ朝日） - 川島久美 役
- 終の棲家（2014年7月20日・27日、NHK BSプレミアム） - 河村慶子 役
- 復讐法廷（2015年2月7日、テレビ朝日） - 平本暁子 役
- 警部補・杉山真太郎〜吉祥寺署事件ファイル 第7話（2015年2月23日、TBS） - 柴田久美子 役
- 表参道高校合唱部! 第3・4話（2015年7月31日・8月7日、TBS） - 小山田綾子 役
- 図書館戦争 ブック・オブ・メモリーズ（2015年10月5日） - 毬江の母親 役
- 警視庁・捜査一課長 第8話（2016年6月2日、テレビ朝日） - 田嶋奈津子 役
- 月曜名作劇場（TBS）
  - 「駅弁刑事・神保徳之助11」（2017年1月30日） - 草野早苗 役
- サチのお寺ごはん（2017年7月 -9月、メ～テレほか） - 臼井美里 役
- トットちゃん!（2017年10月 -12月、テレビ朝日） - 門山三好 役[18]
- 仮面ライダービルド 第7・8話（2017年10月15・22日、テレビ朝日） - 葛城京香 役
- 科捜研の女SEASON 17 第12話（2018年2月8日、テレビ朝日） ‐ 弓原郁絵 役
- パティシエさんとお嬢さん（2022年1月 - BS11/tvkほか） ‐ 芙美子の母 役

### 映画
- 童貞物語（1986年） - 宮本由紀 役
- 「さよなら」の女たち（1987年） - 主人公の旧友 河野麻理 役
- ・ふ・た・り・ぼ・っ・ち・（1988年） - 高橋広子 役
- 武士道シックスティーン（2010年） - 西荻景子 役
- 「また、必ず会おう」と誰もが言った。（2013年） - 香月夕子 役
- オー!ファーザー（2014年） - 小宮山の母 役
- カノン（2016年） - 小出妙子 役
- パティシエさんとお嬢さん（2022年）- 芙美子の母 役

### 舞台
- 秋日和（1988年）
- 恋の最終便（1989年・1991年）
- ナースステーション（1991年）
- Love Letters （1991年 - 2008年）
- 地人会102回「フィガロの離婚」（2006年）
- だんだん（2009年）
- アセンション2012（2010年）
- 奇跡のメロディ 渡辺はま子物語（2010年。シアタークリエ、森ノ宮ピロティホール）
- 朗読劇「この子たちの夏」1945・ヒロシマ ナガサキ(2012・2016年）

### バラエティ
- 派手〜ずナイト（1984年11月 - 1985年12月、北海道テレビ） - アシスタント

### シングルレコード
- VIRGIN BOY（作詞：売野雅勇、作曲：和泉常寛、編曲：萩田光雄）（1986年1月25日） - 映画「童貞物語」主題歌
  - （c/w）PLATONIC（作詞：吉元由美、作曲：和泉常寛、編曲：萩田光雄） - 映画「童貞物語」挿入歌 ワーナー･パイオニア L-1726

### CM
- 資生堂「シーズ」（1987年）
- サッポロビール「サッポロビール」（1987年）
- 花王「液体ワイドハイター」（1992年）
- ニベア花王「ニベアスキンミルク」
- 日清製粉「中華からあげ粉」（1995年）
- 小林製薬「中和分解消臭剤」（1996年）
- 九州電力「電気温水器」（1999年）

### ラジオ
- Changeの瞬間 〜がんサバイバーストーリー〜 （2021年6月6日・13日、朝日放送ラジオ）[19]